# Spirit (album de Depeche Mode)
Pour les articles homonymes, voir Spirit.
Albums de Depeche Mode
Delta Machine
(2013) Memento Mori
(2023)
Singles
1. Where's the Revolution
Sortie : 3 février 2017
2. Going Backwards
Sortie : 23 juin 2017
3. Cover Me
Sortie : 6 octobre 2017

Spirit est le quatorzième album studio du groupe Depeche Mode, sorti en mars 2017. Dave Gahan a écrit quatre titres de l'album dont You Move qui est une collaboration avec Martin L. Gore. C'est également le dernier album du groupe du vivant d'Andrew Fletcher, mort le 26 mai 2022 à 60 ans.

## Historique
L'enregistrement de l'album a été assez marqué par la politique américaine et la candidature de Donald Trump. Dave Gahan raconte notamment :

« Martin et moi vivons aux États-Unis alors nous sommes tous deux très affectés par ce qu’il se passe ici. Martin m’a dit “Je sais que pour certaines personnes, cela peut ressembler à des propos de rockstars nanties qui vivent dans leurs grandes villas de Santa Barbara sans se soucier du reste de la planète, et c’est vrai que nous avons de la chance. Mais cela ne veut pas dire qu’on se fiche de ce qu’il se passe dans le monde. Cela me touche vraiment”. Et je lui ai répondu : “Je comprends. Je ressens la même chose”. [...] Je ne dirais pas que c’est un album politique, parce que je n’écoute pas de la musique de façon partisane. Mais c’est clairement un album sur l’humanité et notre place sur Terre. »

— Dave Gahan, Rolling Stone
Dave Gahan et Martin Gore ont eu assez tôt le même regard sur les événements internationaux, surtout dès les premières séances avec Andy Fletcher pour ce nouvel album. Ils ont ainsi pu trouver rapidement une ligne directrice. Le chanteur explique « Nous avons choisi le titre Spirit parce qu’on s’est demandé : “Où est passé notre esprit, notre énergie ? Où est passé notre sentiment d’humanité ?”. Nous avions envisagé de prendre le titre Maelstrom mais ça sonnait trop heavy metal ».
Le groupe décide de faire appel au producteur James Ford, impressionné par son travail avec Florence and the Machine, Arctic Monkeys et Simian Mobile Disco. Il parvient à canaliser l'énergie du groupe et permet un enregistrement plutôt facile et rapide, notamment au studio de Martin Gore à Santa Barbara ainsi qu'aux Jungle City Studios de New York.

## Singles
Le premier single est Where's the Revolution. Il est publié le 3 février 2017. Le clip est réalisé par Anton Corbijn, collaborateur régulier du groupe, qui avait déjà réalisé les vidéos de Walking in My Shoes, Enjoy the Silence, Never Let Me Down Again ou encore Should Be Higher.

## Critique
Dans La Croix, Nathalie Lacube écrit notamment « Quand on est un groupe de pop mondialement connu, la difficulté au fil des années c’est de rester soi-même tout en évoluant. De jouer pour le plus grand nombre tout en maintenant un niveau d’exigence artistique élevé. Un équilibre complexe dans lequel Depeche Mode est passé maître, comme le prouve, une nouvelle fois, l’album Spirit sorti le 16 mars. Grave et dense, incroyablement maîtrisé, il fait entendre en douze chansons les inquiétudes de la maturité face à notre époque. ». Dans Le Figaro, on peut lire « ce nouveau disque, qui sort partout dans le monde, d'un regain de vitalité dans un registre électro rock plus affirmé que d'habitude » ou encore « le groupe atteint des sommets avec Cover Me et The Worst Crime. Il parvient à délivrer un album cohérent et dense, aussi bien dans sa musique qu'au niveau des textes ». La critique de France Inter met en avant la production de James Ford : « Ford a insufflé à l’album un son lourd et dense en cohérence avec la gravité des textes ».
Anne-Sophie Jahn du Point présente l'album comme « antirévolutionnaire », en clin d’œil au single Where's the Revolution et regrette que « ces vétérans ne parviennent toujours pas à se renouveler, et les chansons se succèdent et se ressemblent encore. D'ailleurs, Anton Corbijn, photographe et compagnon de toujours du groupe (il a réalisé 19 de leurs clips depuis 1986), est encore une fois derrière la caméra pour la vidéo de Where's The Revolution ?, leur dernier single. Alors, elle est où la révolution ? Chez Depeche Mode, nulle part, mais c'est ce qui devrait ravir leurs fans. »

## Liste des morceaux
Toutes les chansons sont écrites et composées par Martin L. Gore, sauf exceptions notées.
| 1.    | Going Backwards                 |                                        | 5:43 |
| 2.    | Where's the Revolution          |                                        | 4:59 |
| 3.    | The Worst Crime                 |                                        | 3:48 |
| 4.    | Scum                            |                                        | 3:14 |
| 5.    | You Move                        | Gore, Dave Gahan                       | 3:50 |
| 6.    | Cover Me                        | Gahan, Peter Gordeno, Christian Eigner | 4:52 |
| 7.    | Eternal                         |                                        | 2:25 |
| 8.    | Poison Heart                    | Gahan, Gordeno, Eigner                 | 3:17 |
| 9.    | So Much Love                    |                                        | 4:29 |
| 10.   | Poorman                         |                                        | 4:26 |
| 11.   | No More (This Is the Last Time) | Gahan, Kurt Uenala                     | 3:13 |
| 12.   | Fail                            |                                        | 5:07 |
| 49:23 |                                 |                                        |      |

| Disque bonus - édition deluxe | Disque bonus - édition deluxe | Disque bonus - édition deluxe | Disque bonus - édition deluxe | Disque bonus - édition deluxe | Disque bonus - édition deluxe | Disque bonus - édition deluxe | Disque bonus - édition deluxe | Disque bonus - édition deluxe | Disque bonus - édition deluxe |
| No                            | Titre                         | Durée                         |                               |                               |                               |                               |                               |                               |                               |
| ----------------------------- | ----------------------------- | ----------------------------- | ----------------------------- | ----------------------------- | ----------------------------- | ----------------------------- | ----------------------------- | ----------------------------- | ----------------------------- |
| 1.                            | Cover Me (Alt Out)            | 4:27                          |                               |                               |                               |                               |                               |                               |                               |
| 2.                            | Scum (Frenetic Mix)           | 5:26                          |                               |                               |                               |                               |                               |                               |                               |
| 3.                            | Poison Heart (Tripped Mix)    | 4:16                          |                               |                               |                               |                               |                               |                               |                               |
| 4.                            | Fail (Cinematic Cut)          | 5:38                          |                               |                               |                               |                               |                               |                               |                               |
| 5.                            | So Much Love (Machine Mix)    | 7:20                          |                               |                               |                               |                               |                               |                               |                               |
| 27:07                         |                               |                               |                               |                               |                               |                               |                               |                               |                               |

## Crédits

### Depeche Mode
- David Gahan : chant
- Martin Gore : guitare, claviers, chœurs, chant (Eternal, Fail)
- Andrew Fletcher : claviers, guitare basse et synthétiseurs, chœurs

### Équipe de production
- James Ford : producteur, mixage, batterie (sauf sur Eternal), pedal steel guitar (Cover Me)
- Matrixxman : programmation
- Kurt Uenala : programmation, guitare basse (Poison Heart, No More (This is the Last Time))
- Jimmy Robertson : ingénieur du son, mixage
- Connor Long : ingénieur assistant
- Óscar Muñoz : ingénieur assistant
- David Schaeman : ingénieur assistant
- Brendan Morawski : ingénieur assistant
- Brian Lucey : mastering
- Anton Corbijn : artwork et pochette

## Classements hebdomadaires
| Classement (2017)                         | Meilleure place |
| ----------------------------------------- | --------------- |
| Allemagne (Media Control AG)              | 1               |
| Australie (ARIA)                          | 14              |
| Autriche (Ö3 Austria Top 40)              | 1               |
| Belgique (Flandre Ultratop)               | 2               |
| Belgique (Wallonie Ultratop)              | 1               |
| Canada (Billboard Canadian Albums)        | 4               |
| Danemark (Tracklisten)                    | 4               |
| Écosse (OCC)                              | 3               |
| Espagne (Promusicae)                      | 2               |
| États-Unis (Billboard 200)                | 5               |
| États-Unis (Billboard Alternative Albums) | 1               |
| États-Unis (Billboard Top Rock Albums)    | 1               |
| Finlande (Suomen virallinen lista)        | 5               |
| France (SNEP)                             | 1               |
| Irlande - Irish Albums Chart              | 3               |
| Italie (FIMI)                             | 1               |
| Norvège (VG-lista)                        | 7               |
| Nouvelle-Zélande (RIANZ)                  | 32              |
| Pays-Bas (Mega Album Top 100)             | 4               |
| Portugal (AFP)                            | 1               |
| Royaume-Uni (UK Albums Chart)             | 5               |
| Suède (Sverigetopplistan)                 | 3               |
| Suisse (Schweizer Hitparade)              | 1               |